# Johan Jönsson i Kristianstad
För andra betydelser, se Johan Jönsson (olika betydelser)
Bengt Johan (BJ) Jönsson (i riksdagen kallad Jönsson i Kristianstad), född 12 januari 1878 i Glimåkra, död 22 oktober 1963 i Kristianstad, var en svensk grosshandlare och frisinnad politiker (liberal).
Bengt Johan Jönsson, som kom från en bondesläkt, började som sjuttonåring arbeta i speceriaffär i Kristianstad, blev egen detaljhandlare där 1901 och övergick till grosshandel 1913 då han övertog Otto Werlins Eftr. Han var under flera decennier tongivande lokalpolitiker i staden, bland annat som stadsfullmäktiges ordförande 1923–1946 och ledamot av drätselkammaren 1907–1946. Han kallades allmänt bara för BJ.
Han var riksdagsledamot i första kammaren för Kristianstads läns valkrets vid 1919 års urtima riksmöte. Som representant för Frisinnade landsföreningen tillhörde han dess riksdagsparti Liberala samlingspartiet. Han var även ordförande för Folkpartiets länsförbund i Kristianstads län.